# ارتباطات میدان‌نزدیک

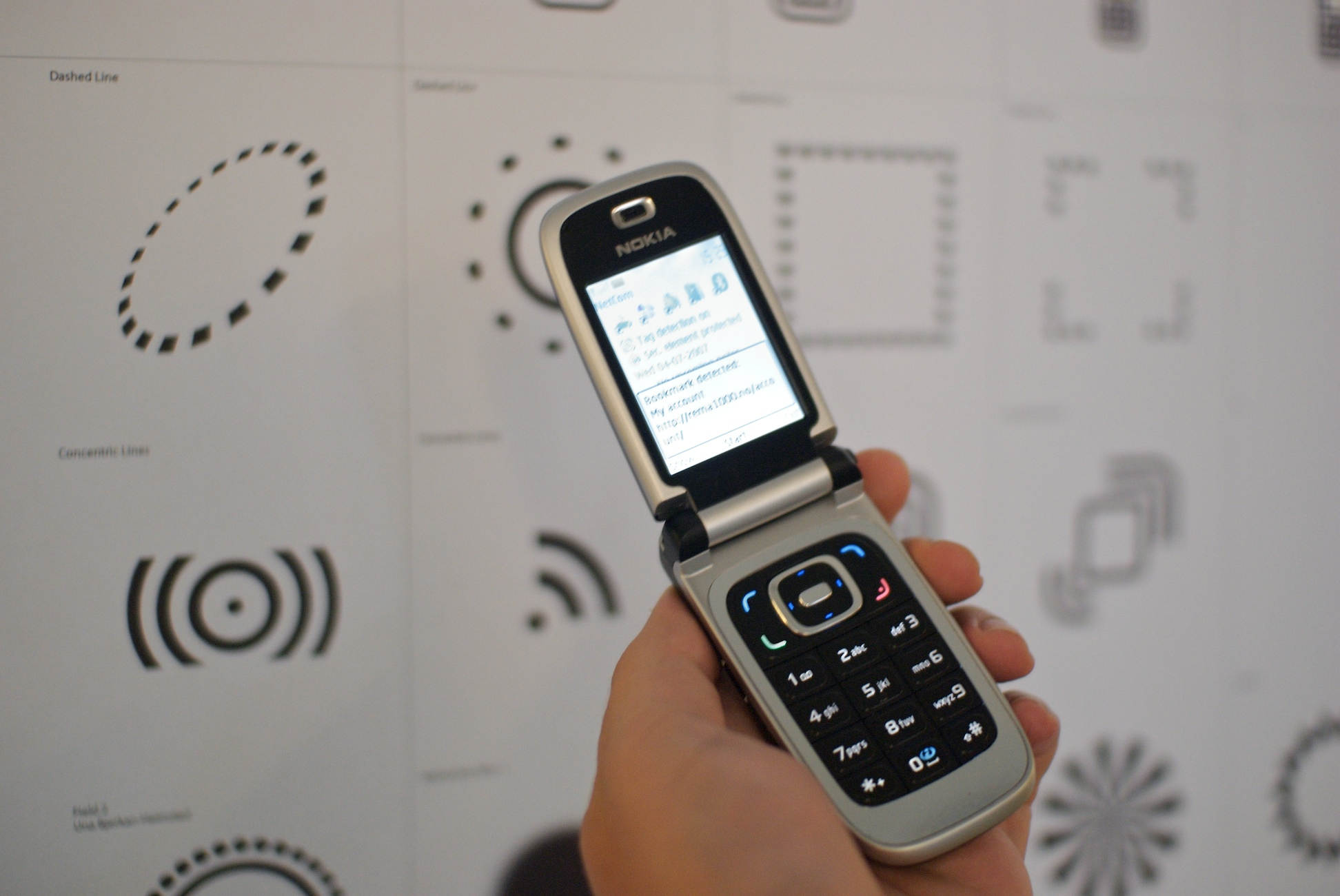
یک ارتباط از طریق ان اف سی بین تلفن همراه و پوستر

ارتباطات میدان‌نزدیک یا ان‌اف‌سی (به انگلیسی: NFC، مخفف near field communication) مجموعه ای از پروتکل‌های ارتباطی برای ارتباط بین دو دستگاه الکترونیکی با فاصله ۴ سانتی‌متر (۱٫۵ اینچ) یا کمتر است. NFC یک اتصال کم سرعت با تنظیم ساده دارد که می‌تواند برای راه اندازی اتصالات بی‌سیم با توان بیشتر استفاده شود.
دستگاه‌های NFC می‌توانند به عنوان اسناد شناسایی هویت الکترونیکی و کلید کارتی عمل کنند. آنها در سیستم‌های پرداخت بدون تماس استفاده می‌شوند و امکان پرداخت تلفن همراه جایگزین یا درکنار سیستم‌هایی مانند کارت‌های اعتباری و کارت‌های هوشمند بلیط الکترونیکی می‌کنند. این گاهی NFC / CTLS یا CTLS NFC بدون تماس یا به‌طور خلاصه CTLS نامیده می‌شود. NFC می‌تواند برای به اشتراک گذاری فایل‌های کوچک مانند لیست مخاطبین و راه اندازی سریع اتصالات برای به اشتراک گذاشتن رسانه‌های بزرگتر مانند عکس، فیلم و سایر فایل‌ها استفاده شود.                     

## بررسی اجمالی
ایده‌های مشابه در تبلیغات و برنامه‌های صنعتی به‌طور کلی از نظر تجاری موفق نبودند، و فن آوری‌هایی مانند بارکد و برچسب‌های UHF RFID از آن‌ها جلو زدند. پروتکل‌های NFC استاندارد کلی را ایجاد می‌کنند. وقتی یکی از دستگاه‌های متصل به اینترنت باشد، دیگری می‌تواند داده‌ها را با سرویس‌های آنلاین تبادل کند.
برچسب‌های ارتباط نزدیک (TAG NFC)
نوعی برچسب است که از فناوری ارتباط نزدیک استفاده شده و می‌تواند اطلاعات را ذخیره دریافت و انتقال دهد.
دستگاه‌های قابل حمل با قابلیت NFC می‌توانند توسط نرم‌افزارهای کاربردی ارائه شوند. به عنوان مثال، برای خواندن برچسب‌های الکترونیکی یا پرداخت در هنگام اتصال به یک دستگاه سازگار با NFC استفادهٔ شوند. قبلاً در ارتباطات با محدودهٔ نزدیک، از فناوری‌هایی که به‌طور اختصاصی برای سازنده برنامه‌های کاربردی مانند چون بلیط‌های بورس، کنترل دسترسی و خواننده‌های پرداخت‌ها بود، استفاده می‌شد.
NFC مانند سایر فن آوری‌های «کارت مجاورت» مبتنی بر اتصال القایی یا مغناطیسی بین دو آنتن موجود در دستگاه‌های با قابلیت NFC است - به عنوان مثال تلفن هوشمند و چاپگر – که در یک یا هر دو جهت ارتباط برقرار می‌کند و از فرکانس ۱۳٫۵۶ مگاهرتز در باند ISM با فرکانس رادیویی که به‌طور جهانی و بدون مجوز و دارای استاندارد رابط هوایی ISO / IEC 18000-3 در نرخ داده‌های مختلف از ۱۰۶ تا ۴۲۴ کیلو بیت در ثانیه هست، استفاده می‌کنند.
هر دستگاه فعال NFC می‌تواند در یک یا بیشتر از سه حالت زیر کار کند:

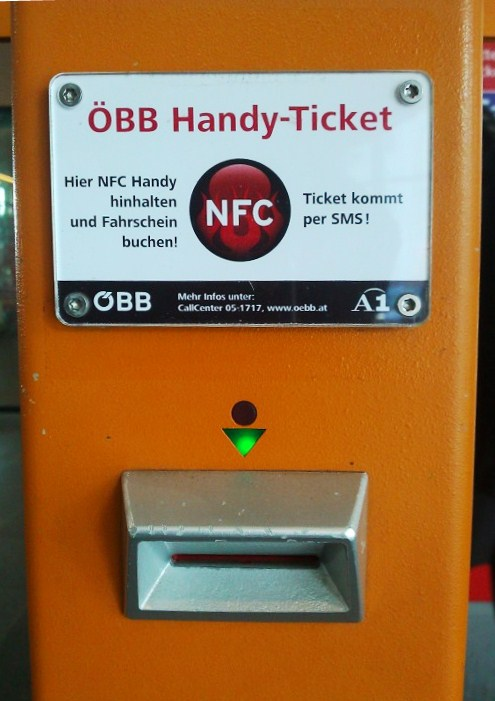
یک دستگاه مهر کردن بلیط متعلق به راه‌آهن اتریش که می‌تواند برای خرید بلیط توسط تلفن همراه هم استفاده شود.

### NFC تقلید کارت
دستگاه‌های دارای قابلیت NFC مانند تلفنهای هوشمند را قادر می‌سازد مانند کارتهای هوشمند عمل کنند و به کاربران امکان می‌دهد معاملات مانند پرداخت یا بلیط را انجام دهند.

### NFC خواننده / نویسنده
به دستگاه‌های مجهز به NFC امکان خواندن اطلاعات ذخیره شده در برچسب‌های ارزان قیمت NFC که در برچسب‌ها یا پوسترهای هوشمند تعبیه شده‌اند، می‌بخشد.

### NFC نظیر به نظیر
دو دستگاه دارای NFC را قادر می‌سازد تا با یکدیگر ارتباط برقرار کنند تا اطلاعات را به صورت موقت تبادل کنند.
برچسب‌های NFC فروشگاه‌های داده غیرفعال هستند که توسط دستگاه NFC خوانده و تحت برخی شرایط نیز در آن‌ها نوشته می‌شود. آنها معمولاً حاوی داده (از سال ۲۰۱۵ بین ۹۶ تا ۸۱۹۲ بایت) هستند و در موارد عادی فقط قابل خواندن هستند، اما ممکن است قابل بازنویسی هم باشند. کاربردشان شامل ذخیره امن اطلاعات شخصی (مانند اطلاعات کارت نقدی یا اعتباری، داده‌های برنامهٔ وفاداری، شماره شناسایی شخصی (پین)، مخاطبین) هستند. برچسب‌های NFC می‌توانند توسط تولیدکنندگان آنها رمزگذاری شوند یا از مشخصات صنعت استفاده کنند.
استانداردها توسط انجمن NFC ارائه شده‌است. این مجمع مسئول ارتقاء فن آوری و تعیین استانداردها و تأیید مطابقت دستگاه بود. ارتباطات ایمن با استفاده از الگوریتم‌های رمزنگاری همان‌طور که برای کارت‌های اعتباری انجام می‌شود و در صورت داشتن معیاری که به عنوان یک شبکه منطقه شخصی در نظر گرفته شوند در دسترس هستند.
استانداردهای NFC پروتکل‌های ارتباطی و قالبهای تبادل داده را در بر می‌گیرد و بر اساس استانداردهای شناسایی فرکانس رادیویی (RFID) شامل ISO / IEC 14443 و FeliCa است. استانداردها شامل ISO / IEC 18092 و مواردی است که توسط انجمن NFC تعریف شده‌است. علاوه بر انجمن NFC، گروه GSMA بستری را برای استقرار استانداردهای GSMA NFC در گوشی‌های تلفن همراه تعریف کرد. تلاش‌های GSMA شامل مدیریت خدمات مطمئن، پروتکل تک سیم، آزمایش / صدور گواهینامه و ایمن کردن عنصر است.
یک برنامه صدور مجوز ثبت اختراع برای NFC توسط France Brevets، یک صندوق ثبت اختراع ایجاد شده در سال ۲۰۱۱ در حال اجرا است. این برنامه توسط Via Licensing Corporation، یک شرکت تابعه مستقل از آزمایشگاه‌های دالبی، در حال توسعه است و در ماه مه ۲۰۱۲ خاتمه یافت. یک کتابخانه NFC آزاد و متن باز مستقل از پلتفرم، libnfc، تحت مجوز پروانه کمتر فراگیر همگانی گنو موجود است.
برنامه‌های موجود و پیش‌بینی شده شامل معاملات بدون تماس، تبادل داده و راه اندازی ساده ارتباطات پیچیده‌تر مانند Wi-Fi است.

## تاریخچه
NFC در فن آوری شناسایی فرکانس رادیویی (معروف به RFID) ریشه دارد که به سخت‌افزار سازگار امکان منبع تغذیه و برقراری ارتباط با یک برچسب الکترونیکی بدون قدرت و غیرفعال با استفاده از امواج رادیویی را می‌دهد. این مورد برای شناسایی، احراز هویت و ردیابی استفاده می‌شود.
۱۷ مه ۱۹۸۳ - اولین اختراع ثبت شده با نام مخفف "RFID" به چارلز والتون اعطا شد.
۱۹۹۷ - فرم اولیه ثبت اختراع شد و برای اولین بار در اسباب بازی‌های شخصیت جنگ ستارگان Hasbro استفاده شد. حق ثبت اختراع در اصل توسط اندرو وایت و مارک بورت در تحقیقات و فناوری نوآوری (ثبت اختراع WO9723060) گرفته شد. دستگاه امکان برقراری ارتباط نزدیکی بین دو واحد را فراهم می‌کند.
۲۵ مارس ۲۰۰۲ - سونی و فیلیپس موافقت کردند که مشخصات فنی را ایجاد کنند و یک طرح فنی ایجاد کنند.
۸ دسامبر ۲۰۰۳ - NFC به عنوان استاندارد ISO / IEC و بعداً به عنوان استاندارد ECMA تصویب شد.
۲۰۰۴ - نوکیا، فیلیپس و سونی انجمن NFC را تأسیس کردند.
۲۰۰۴ - نوکیا قابلیت NFC shell را برای Nokia 5140 و بعدتر برای مدل‌های Nokia 3220 آغاز کرد، تا در سال ۲۰۰۵ ارسال کند.
۲۰۰۶ - مشخصات اولیه برای برچسب‌های NFC
۲۰۰۶ - مشخصات سوابق "SmartPoster"
۲۰۰۷ - برچسب‌های NFC Innovision که در اولین آزمایش مصرف‌کننده در انگلستان، در گوشی نوکیا ۶۱۳۱ استفاده شده‌است.
۲۰۰۸ - AirTag اولین NFC SDK را راه اندازی کرد.
۲۰۰۹ - در ژانویه، NFC Forum استانداردهای Peer-to-Peer را برای انتقال مخاطبین، URL‌ها، آغازگر بلوتوث و غیره منتشر کرد.
۲۰۱۰ - Innovision مجموعه ای از طرح‌ها و اختراعات ثبت شده را برای تلفن‌های همراه ارزان قیمت، بازار انبوه و سایر دستگاه‌ها منتشر کرد
۲۰۱۰ - نوکیا C7: اولین گوشی هوشمند با قابلیت NFC منتشر شد.ویژگی NFC توسط بروزرسانی نرم‌افزار در سال ۲۰۱۱ فعال شد.
۲۰۱۰ – سامسونگ Nexus S: اولین تلفن Android NFC نشان داده شد.
۲۰۱۰ - نیس، فرانسه پروژه "Nice City of mobilelesslessless mobile" را راه اندازی کرد که تلفن‌های همراه و کارتهای بانکی NFC را به ساکنان ارائه می‌دهد و "دسته خدمات" که حمل و نقل، گردشگری و خدمات دانشجویی را پوشش می‌دهد.
۲۰۱۱ - Google I / O "چگونه NFC" NFC را برای شروع یک بازی و به اشتراک گذاشتن یک مخاطب، URL، برنامه یا ویدیو نشان می‌دهد.
۲۰۱۱ - پشتیبانی NFC با انتشار نسخه Symbian آنا به بخشی از سیستم عامل موبایل Symbian تبدیل می‌شود.
۲۰۱۱ - Research In Motion اولین دستگاه‌های هستند که توسط MasterCard به‌طور جهانی برای خدمات PayPass تأیید شده‌اند.
۲۰۱۲ - زنجیره رستوران بریتانیا EAT. و همه چیز در همه جا (اپراتور شبکه موبایل نارنجی)، شریک اولین کمپین تبلیغاتی پوستر هوشمند مجهز به NFC در انگلستان شدند. هنگامی که تلفن همراه مجهز به NFC با پوستر هوشمند تماس برقرار می‌کند، یک برنامه ویژه ایجاد شده در تلفن همراه فعال می‌شود.
۲۰۱۲ - سونی " NFC Smart Tag" را برای تغییر حالت و پروفایل در تلفن هوشمند سونی در فاصله نزدیک معرفی کرد، همراه با گوشی هوشمند سونی Xperia P که در همان سال منتشر شد.
۲۰۱۳ - سامسونگ و VISA همکاری خود را برای توسعه پرداخت‌های تلفن همراه اعلام کردند.
۲۰۱۳ - دانشمندان IBM، در تلاش برای جلوگیری از تقلب و نقض امنیت، یک فناوری امنیتی احراز هویت موبایل مبتنی بر NFC را توسعه دادند. این فناوری بر اساس اصول مشابه به امنیت تصدیق هویت چندعاملی عمل می‌کند.
۲۰۱۴ - AT&T، Verizon و T-Mobile Softcard را منتشر کردند (به‌طور رسمی کیف پول موبایل ISIS). هنگامی که یک پرونده خارجی NFC وصل شود، در تلفن‌های Android دارای قابلیت NFC و آیفون ۴ و آیفون ۵ اجرا می‌شود. این فناوری توسط گوگل خریداری شده و این سرویس در ۳۱ مارس ۲۰۱۵ پایان یافت.
نوامبر ۲۰۱۵ - Swatch و .Visa Inc همکاری خود را برای فعال کردن معاملات مالی NFC با استفاده از ساعت مچی "Swatch Bellamy" اعلام کردند. این سیستم در حال حاضر به‌صورت آنلاین و در آسیا از طریق همکاری با UnionPay و بانک ارتباطات انجام می‌شود. این همکاری این فناوری را به ایالات متحده، برزیل و سوئیس منتقل خواهد کرد.
نوامبر 2015 - Android Pay Google راه اندازی شد، رقیبی مستقیم با Apple Pay، و پخش آن در سراسر ایالات متحده آغاز شد.

## طراحی
NFC مجموعه ای از فناوری‌های بی‌سیم با برد کوتاه است که به‌طور معمول نیاز به جداسازی ۱۰ سانتی‌متر یا کمتر دارد. NFC با فرکانس ۱۳٫۵۶ مگاهرتز در رابط هوایی ISO / IEC 18000-3 با نرخ ۱۰۶ کیلوبیت در ثانیه تا ۴۲۴ کیلوبیت بر ثانیه کار می‌کند. NFC همیشه شامل یک مبتکر و یک هدف است. مبتکر فعالانه یک میدان RF تولید می‌کند که می‌تواند یک هدف منفعل را نیرو بخشد. این اهداف NFC را قادر می‌سازد از فاکتورهای بسیار ساده ای مانند برچسب‌های غیرمجاز، برچسب‌ها، فیب‌های کلیدی یا کارت‌ها استفاده کنند. ارتباطات نظیر به نظیر NFC امکان‌پذیر است، مشروط بر این که هر دو دستگاه توان بگیرند.
برچسب‌های NFC حاوی داده‌ها هستند و معمولاً فقط خواندنی هستند، اما ممکن است قابل نوشتن باشند. آنها می‌توانند توسط سازندگان خود رمزگذاری شوند یا از مشخصات انجمن NFC استفاده کنند. برچسب‌ها می‌توانند اطلاعات شخصی مانند اطلاعات بدهی و کارت اعتباری، داده‌های برنامه وفاداری، پین‌ها و مخاطبین شبکه را به صورت ایمن از بین سایر اطلاعات ذخیره کنند. انجمن NFC چهار نوع برچسب را تعریف می‌کند که سرعت و قابلیت‌های مختلف ارتباطی را از نظر قابلیت تنظیم، حافظه، امنیت، نگهداری داده‌ها و استقامت در نوشتن ارائه می‌دهند. برچسب‌ها در حال حاضر بین ۹۶ تا ۴٬۰۹۶ بایت حافظه ارائه می‌دهند.
همان‌طور که با تکنولوژی کارت مجاورت، NFC از اتصال القایی بین دو حلقه آنتن نزدیک استفاده می‌کند که به‌طور مؤثر ترانسفورماتور هسته ای را تشکیل می‌دهد. از آنجا که مسافت‌های درگیر نسبت به طول موج تابش الکترومغناطیسی (امواج رادیویی) از آن فرکانس (حدود ۲۲ متر) اندک است، تعامل به عنوان میدان نزدیک توصیف می‌شود. فقط یک میدان مغناطیسی متناوب درگیر شده‌است به گونه ای که تقریباً هیچ نیرویی به صورت امواج رادیویی (که امواج الکترومغناطیسی هستند و شامل یک میدان الکتریکی نوسانی نیز می‌شوند، تابش می‌کنند) که در اصل مانع از تداخل بین این دستگاه‌ها و هرگونه ارتباط رادیویی در همان فرکانس یا سایر دستگاه‌های NFC بسیار فراتر از محدوده مورد نظر خود می‌شود. آنها در باند ISM با فرکانس رادیویی در سطح جهانی و بدون مجوز از ۱۳٫۵۶ مگاهرتز کار می‌کنند. بیشتر انرژی RF در پهنای باند ۷ کیلو هرتز متمرکز شده برای آن باند متمرکز شده‌است، اما عرض طیف انتشار می‌تواند به عنوان ۱٫۸ مگاهرتز باشد تا از نرخ بالای داده پشتیبانی کند.
فاصله کاری با آنتن‌های استاندارد جمع و جور و سطح توان واقع گرایانه می‌تواند تا حدود ۲۰ سانتی‌متر باشد (اما از نظر عملی، مسافت کاری هرگز از ۱۰ سانتی‌متر تجاوز نمی‌کند). توجه داشته باشید که از آنجا که ممکن است آنتن توسط سطوح فلزی در نزدیکی خاموش شود، ممکن است برچسب‌ها نیاز به حداقل جداسازی از چنین سطحی داشته باشند.
استاندارد ISO / IEC 18092 از نرخ داده‌های ۱۰۶، ۲۱۲ یا 424 kbit / s پشتیبانی می‌کند.
ارتباط بین یک دستگاه «آغازگر» فعال و یک دستگاه هدف که ممکن است از هر یک از موارد زیر باشد انجام می‌شود:

### غیرفعال
دستگاه مبتکر زمینه حامل و دستگاه هدف را فراهم می‌کند، و با عملکردی مانند فرستنده، با تعدیل قسمت حادثه ارتباط برقرار می‌کند. در این حالت، دستگاه هدف می‌تواند قدرت عملیاتی خود را از میدان مغناطیسی ارائه شده برای آغازگر بکشد.

### فعال
هر دو مبتکر و دستگاه هدف با تولید متناوب زمینه‌های خاص خود ارتباط برقرار می‌کنند. یک دستگاه برای دریافت داده از طرف دیگر ، انتقال را متوقف می‌کند. این حالت مستلزم آن است که هر دو دستگاه دارای منبع تغذیه باشند.
| سرعت (کیلو بیت بر ثانیه) | دستگاه فعال               | دستگاه غیرفعال |
| ------------------------ | ------------------------- | -------------- |
| ۴۲۴                      | Man, 10% ASK              | Man, 10% ASK   |
| ۲۱۲                      | Man, 10% ASK              | Man, 10% ASK   |
| ۱۰۶                      | Modified Miller, 100% ASK | Man, 10% ASK   |

NFC از دو کدگذاری مختلف برای انتقال داده استفاده می‌کند. اگر یک دستگاه فعال داده‌ها را با سرعت ۱۰۶ کیلوبیت بر ثانیه منتقل کند، از کدگذاری Miller اصلاح شده با ۱۰۰٪ تعدیل استفاده می‌شود. در سایر موارد از کدگذاری منچستر با نسبت تعدیل ۱۰٪ استفاده می‌شود.

## آسیب‌پذیری
اگرچه دامنه NFC به چند سانتی‌متر محدود است، اما NFC ساده ارتباطات مطمئن را تضمین نمی‌کند. در سال ۲۰۰۶، Ernst Haselsteiner و Klemens Breitfuß حملات احتمالی را تشریح کردند و چگونگی استفاده از مقاومت NFC را در برابر حملات مرد میانی برای ایجاد کلید خاص توصیف کردند. از آنجا که این روش جزئی از استاندارد ISO نیست، NFC هیچ گونه محافظتی در برابر استراق سمع ارائه نمی‌دهد و می‌تواند در برابر تغییرات داده‌ها آسیب‌پذیر باشد. برنامه‌ها ممکن است از پروتکل‌های رمزنگاری شده با لایه بالاتر (به عنوان مثال SSL) برای ایجاد یک کانال امن استفاده کنند.
سیگنال RF برای انتقال داده‌های بی‌سیم را می‌توان با آنتن‌ها برداشت. مسافتی که یک مهاجم قادر به استراق سمع سیگنال RF است به پارامترهای مختلف بستگی دارد، اما به‌طور معمول کمتر از ۱۰ متر است. همچنین، استراق سمع بسیار تحت تأثیر حالت ارتباط است. استراق سمع یک دستگاه منفعل که زمینه RF خود را تولید نمی‌کند، از دستگاه فعال سخت‌تر است. یک مهاجم معمولاً می‌تواند در ۱۰ متر از دستگاه فعال و ۱ متر از دستگاه منفعل استراق سمع کند.
از آنجا که دستگاه‌های NFC معمولاً شامل پروتکل‌های ISO / IEC 14443 هستند، حملات رله امکان‌پذیر است. برای این حمله، طرف مقابل درخواست خواننده را به قربانی می‌فرستد و پاسخ خود را در زمان واقعی به خواننده منتقل می‌کند و وانمود می‌کند که صاحب کارت هوشمند قربانی است. این شبیه حمله مرد میانی است. یک نمونه کد libnfc یک حمله رله را با استفاده از دو دستگاه NFC تجاری سهام نشان می‌دهد. این حمله با استفاده از تنها دو تلفن همراه با قابلیت NFC قابل اجرا است.